# Reggie Pridmore
Reginald George „Reggie” Pridmore (Edgbaston, Birmingham, West Midlands, 1886. április 29. – Velence, Piave folyó mentén, 1918. március 13.) olimpiai bajnok brit gyeplabdázó, első világháborús katonatiszt, őrnagy.
A londoni 1908. évi nyári olimpiai játékokon indult, mint gyeplabdázó. Ezen az olimpián négy brit csapat is indult, de mindegyik külön nemzetnek számított. Ő az angol válogatott tagja volt. Az ír válogatottat győzték le a döntőben.
Az első világháborúban mutatott bátorságáért Hadikereszttel tüntették ki 1916-ban és két évvel később halt meg egy a Piave folyó menti csatában.